# Starogardzki Klub Sportowy
Lo Starogardzki Klub Sportowy è una società cestistica avente sede a Starogard Gdański, in Polonia. Fondata nel 2000, gioca nel campionato polacco.

## Roster 2020/21
| SKS Starogard Gdański | SKS Starogard Gdański |
| Giocatori             | Staff tecnico         |
| --------------------- | --------------------- |

| N. | Naz.                   | Ruolo | Nome                | Anno | Alt.   | Peso |  |
| -- | ---------------------- | ----- | ------------------- | ---- | ------ | ---- |  |
| 6  | Polonia (bandiera)     |       | Jacek Jarecki       | 1988 | 197 cm |      |  |
| 7  | Polonia (bandiera)     |       | Sebastian Kowalczyk | 1993 | 188 cm |      |  |
| 12 | Polonia (bandiera)     |       | Sebastian Walda     | 2000 | 196 cm |      |  |
| 15 | Polonia (bandiera)     |       | Szymon Urbański     | 1999 | 195 cm |      |  |
| 24 | Stati Uniti (bandiera) |       | Steven Haney        | 1995 | 195 cm |      |  |
| 25 | Stati Uniti (bandiera) |       | Trevon Allen        | 1998 | 186 cm |      |  |
| 33 | Polonia (bandiera)     |       | Grzegorz Surmacz    | 1985 | 201 cm |      |  |
| 35 | Polonia (bandiera)     |       | Krystian Reszka     | 1997 | 202 cm |      |  |
| 69 | Polonia (bandiera)     |       | Mateusz Itrich      | 1997 | 202 cm |      |  |
| 77 | Polonia (bandiera)     |       | Radosław Chorab     | 2000 | 191 cm |      |  |

| Allenatore                                                                                               |
| - Robert Skibniewski                                                                                     |
| Assistente/i                                                                                             |
| - Maciei Jamrozik Legenda - (C) Capitano - (IN) Inattivo - Infortunato Roster Aggiornato al: aprile 2021 |

## Palmarès
- Coppa di Polonia: 1

2011
- Supercoppa polacca: 1

2011

## Cestisti
- Jonathan Williams 2019-2020